# Lacie Heart
Lacie Heart (Santa Barbara, 22 agosto 1986) è un'ex attrice pornografica statunitense.

## Biografia
È cresciuta in un ranch a Templeton, California, e ha studiato danza da bambina. A diciannove anni ha lavorato in uno strip club e nell'agosto del 2005 è stata reclutata dalla L.A. Direct Models per conto dall'agente Derek Hay. La sua prima apparizione davanti alla cinepresa è stata in Fanatsy Wash con Jack Venice che l'ha introdotta nell'industria pornografica.
Ha firmato un contratto con la Vivid Entertainment nel gennaio del 2006 lavorandoci per circa un anno. Nel dicembre del 2006 ha firmato per la Digital Playground.

## Filmografia
- Cum Catchers 3 (2005)
- Cum Stained Casting Couch 4 (2005)
- Frank Wank POV 6 (2005)
- Fucking School Girls (2005)
- Hustler XXX 29 (2005)
- Internal Discharge 2 (2005)
- It's The Chicks 2 (2005)
- Jack's Big Ass Show 1 (2005)
- Jane Blond DD7 (2005)
- Natural Teen Nymphs 3 (2005)
- Porcelain (2005)
- POV Suckoffs 1 (2005)
- She Bangs (2005)
- Stripper School Orgy (2005)
- Teens Cumming Of Age 3 (2005)
- Young Sluts, Inc. 17 (2005)
- 2wice As Nice (2006)
- American Sorority Sluts (2006)
- Atomic Vixens (2006)
- Big Mouthfuls 10 (2006)
- Blond Hair Woman Teacher Of Sex Preparation Class Room (2006)
- Blue Collar (2006)
- Blue Light Project (2006)
- Breakin' in the New Chick 3 (2006)
- College Invasion 10 (2006)
- Devil Made Me Do It (2006)
- Dirty Deeds (2006)
- Don't Pull Out 2 (2006)
- Duality (2006)
- Girls Night Out 3 (2006)
- Hottest Teens On The Planet (2006)
- Hypno Fucked 2 (2006)
- Incredible Expanding Vagina (2006)
- Incumming 9 (2006)
- Innocent Desires 1 (2006)
- Just Over Eighteen 14 (2006)
- Lacie's Life (2006)
- Lord of the Squirt 2 (2006)
- Lust In Lace 2 (2006)
- MILF Obsession 2 (2006)
- Naughty And Nice (2006)
- Obsession 2 (2006)
- Peter North's POV 13 (2006)
- POV Fantasy 4 (2006)
- Roughed Up (2006)
- Sex with Young Girls 9 (2006)
- Shane's World 38: House Party (2006)
- Slut School (2006)
- Strap it On 4 (2006)
- Sunny and Cher (2006)
- Switch (2006)
- Teen Fuck Holes 5 (2006)
- Tug Jobs 8 (2006)
- Wild Fuck Toys 6 (2006)
- Bad Bad Blondes (2007)
- Dark Side of Memphis (2007)
- Debbie Does Dallas Again (2007)
- Fantasy All Stars 4 (2007)
- Hannah: Erotique (2007)
- Hellcats 12 (2007)
- Jack's Leg Show 3 (2007)
- Jack's My First Porn 8 (2007)
- Jack's POV 7 (2007)
- Jack's Teen America 17 (2007)
- Jesse's Juice (2007)
- Lesbian Training 8 (2007)
- Lewd Lube Jobs (2007)
- Sex Games (II) (2007)
- Sunny Experiment (2007)
- Yummy (2007)
- Anally Yours... Love, Jada Fire (2008)
- Deeper 10 (2008)
- I Love Young Girls 4 (2008)
- Jack's Playground 38 (2008)
- Jack's Teen America 21 (2008)
- Lies Sex And Videotape (2008)
- Screen Dreams 2 (2008)
- Sexual Freak 10: Katsuni (2008)
- Sexual Freak 9: Lacie (2008)
- 18 and Loves to Fuck 2 (2009)
- Best of Incumming (2009)
- Creampies Anyone? (2009)
- Everybody Loves Lucy (2009)
- Virtual Sex with Lacie Heart (2009)
- Gaga For Gang Bangs (2012)
- Pleated And Skeeted (2012)
- Freshly Fucked Teen Sluts 4 (2013)